# Jacques Fouquier

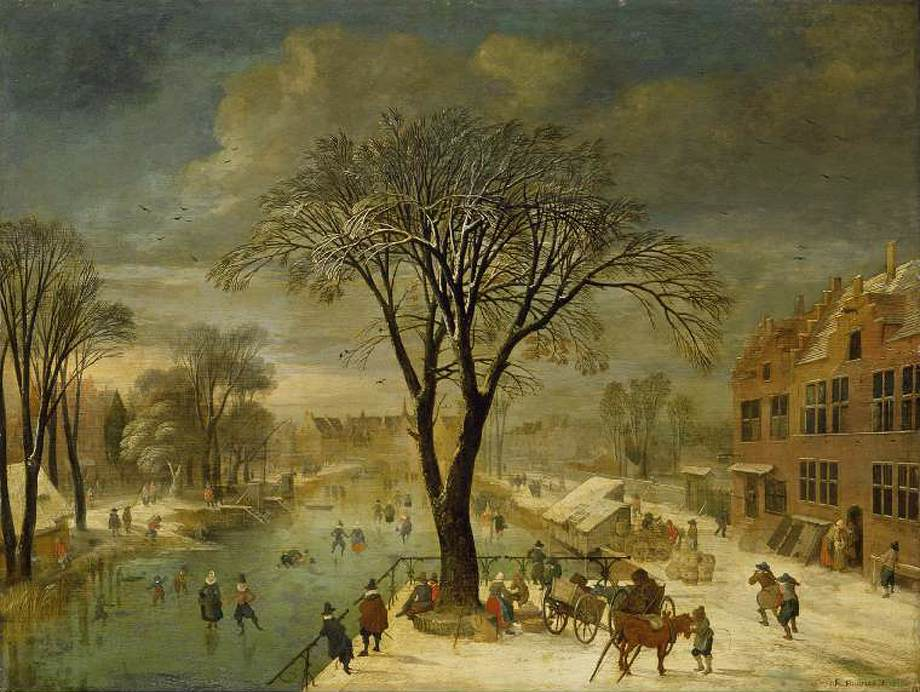
Paesaggio invernale, 1617, ora al Fitzwilliam Museum

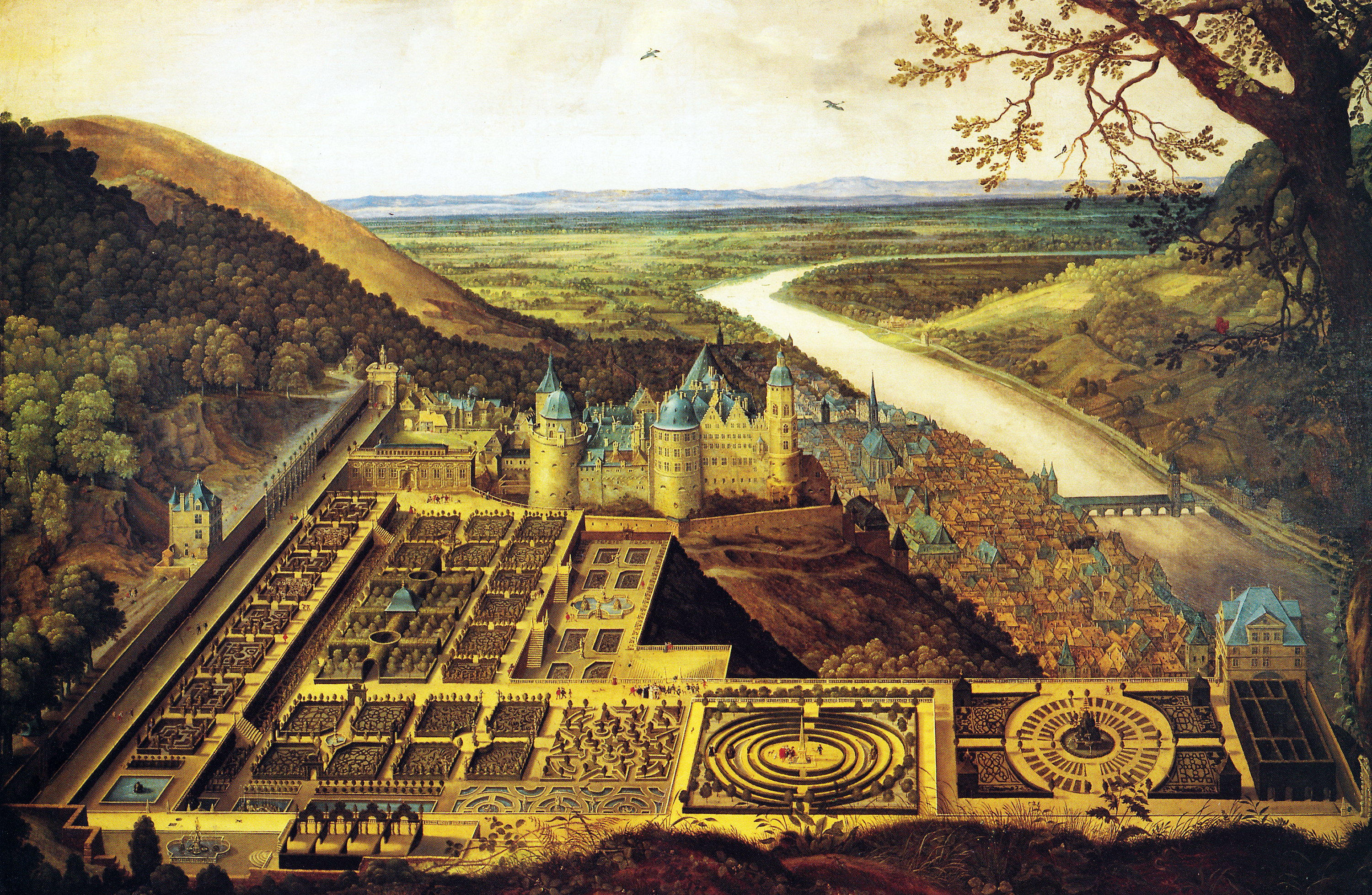
Hortus Palatinus e Castello di Heidelberg di Jacques Fouquier; Kurpfälzisches Museum, Heidelberg.

Jacques Fouquier noto anche come Jacob Focquier o Jacques Fouquières (Anversa, 1580 circa – Parigi, 1659) è stato un pittore fiammingo di paesaggi del periodo barocco.

## Biografia
Nacque ad Anversa intorno al 1580, dove ricevette I primi rudimenti dell'arte pittorica da Joos de Momper il Giovane, e successivamente studiò con Jan Brueghel. Venne registrato alla Corporazione di San Luca di Anversa nel 1614. Adottò uno stile paesaggistico molto superiore a quello di uno dei suoi maestri, e in questo ramo d'arte arrivò ad un'eccellenza che indusse Rubens a impiegarlo occasionalmente per dipingere gli sfondi delle sue immagini. Sotto questo maestro ottenne così tanta reputazione che Federico V del Palatinato lo impiegò nella sua corte quando era ancora giovane.
Nel periodo 1616-1619 lavorò ad Heidelberg, e nel 1620 si trasferì in Italia, dove visitò Roma e Venezia, dove migliorò molto il suo stile avendo occasione di visionare le opere di Tiziano, i cui bei paesaggi furono particolare oggetto della sua ammirazione. Nel 1621 andò a Parigi, dove lavorò come pittore di corte per Luigi XIII, sia a Parigi che in altre località francesi. Le sue immagini erano così ammirate dal monarca che gli conferì l'onore del cavalierato, il cui marchio di distinzione, disse  D'Argenville che le rese così vanitoso e ridicolo, che in seguito mai dipinse senza la sua spada al suo fianco.
La leggenda narra che divenne così orgoglioso e prepotente che la sua insolenza verso Nicolas Poussin, che era al tempo stesso impiegato dal re nel Louvre, costrinse Poussin a lasciare Parigi e a risiedere a Roma per il resto della sua vita.
Fouquier era un illustre pittore di paesaggi. La sua matita era libera e soda, e il suo colore, sia nell'olio che nell'affresco, era chiaro e fresco, anche se a volte freddo e troppo verde. Le figure con cui abbelliva i suoi paesaggi erano disegnate correttamente e toccate con grande spirito. Cadde in disgrazia e morì a Parigi, in povertà, nel 1659. I dipinti di paesaggio di Fouquier sono, tra gli altri, parte delle collezioni dell'Hessisches Landesmuseum Darmstadt e del Musée des Beaux-Arts de Bordeaux.
Ebbe tra i suoi allievi Philippe de Champaigne, Matthieu van Plattenberg ed Etienne Rendu.